# Fifehead Magdalen
Fifehead Magdalen ist eine Gemeinde am Fluss Stour im Blackmore-Tal im Norden der englischen Grafschaft Dorset. Der Ort liegt fünf Kilometer südlich von Gillingham und acht Kilometer westlich von Shaftesbury. 2001 hatte der Ort 88 Einwohner. In der Nähe des Ortes befindet sich ein Schloss. Die Kirche St. Mary Magdalen stammt aus dem 14. Jahrhundert.